# درگیری‌های ایرلند شمالی
درگیری‌های ایرلند شمالی یا ترابـِلز (انگلیسی: The Troubles, ایرلندی: Na Trioblóidí) مجموعه‌ای از جنگ‌های چریکی توسط ملی‌گرایان ایرلندی در ایرلند شمالی و در اواخر قرن بیستم بود.
این درگیری‌ها شکلی از جنگ‌های بی‌قاعده و سطح پایین بود.که در اواخر دههٔ ۱۹۶۰ آغاز شد و با امضای پیمان جمعه نیک در ۱۹۹۸، به ادعای بسیاری، پایان پذیرفت.
بیش از ۳٬۵۰۰ نفر در جریان این درگیری‌های کشته شدند؛ که از این تعداد ۵۲٪ شهروندان غیرنظامی بودند و افزون بر آن ۳۲٪ نیروهای بریتانیایی و ۱۶٪ شبه‌نظامی بودند.

## پیشینه

### ۱۶۰۹–۱۷۹۱

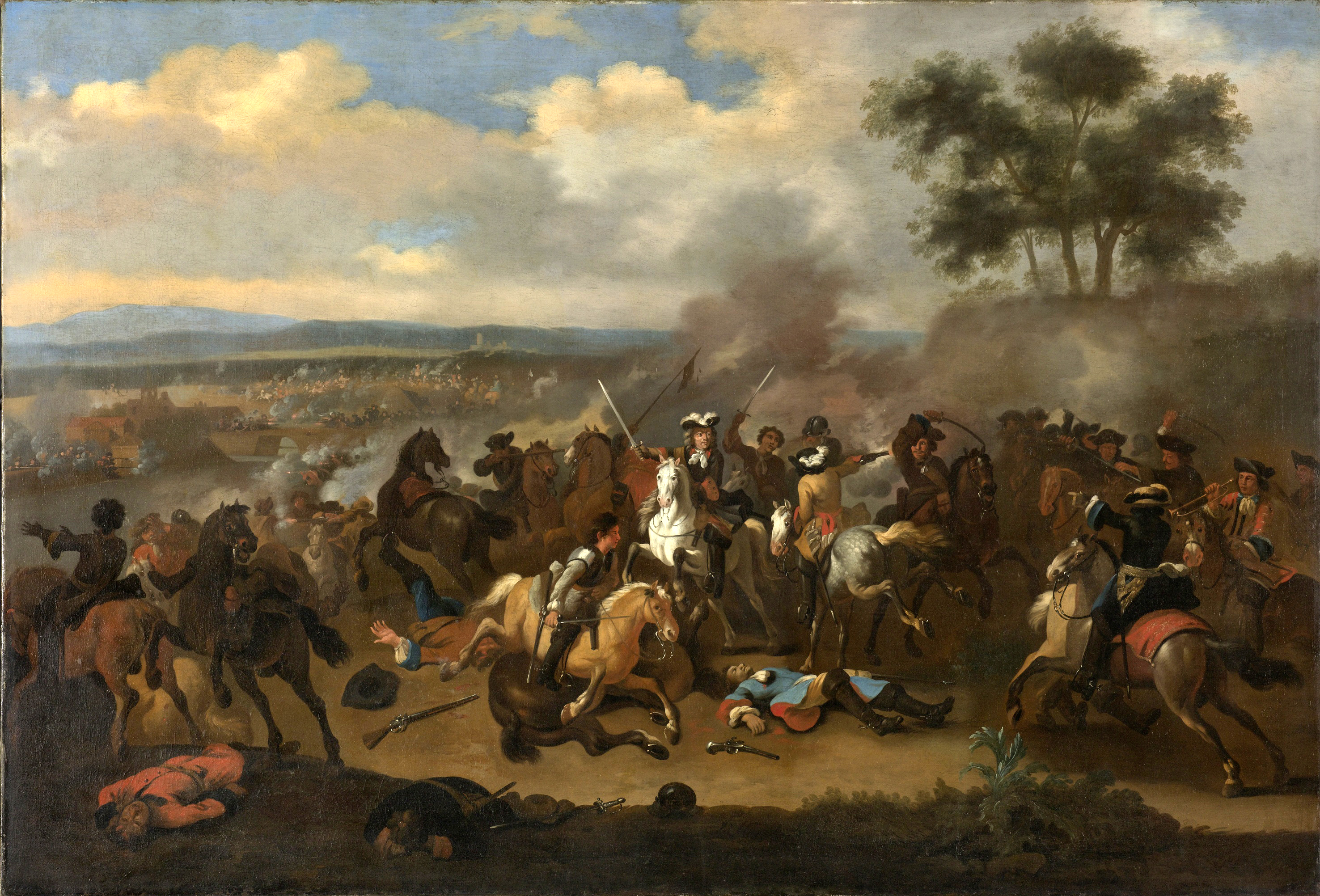
تصویری از نبرد بوین در ۱۲ جولای ۱۶۹۰.

در سال ۱۶۰۹ مهاجران انگلیسی و اسکاتلندی که به نام زارعان (planters) شناخته می‌شدند در طرحی که به نام زرع اولستر، به ایرلند رفته و زمین‌های بومیان را غصب کردند. حضور زارعان پروتستان در منطقه‌ای که به صورت سنتی کاتولیک بود، موجب اختلافات مذهبی عمیقی گردید که منجر به جنگ‌های مؤتلفه ایرلند (۱۶۴۱–۱۶۵۳) و جنگ ویلیامیت (۱۶۸۹–۱۶۹۱) شد. در هر دوی این جنگ‌ها نیروهای مهاجر و پروتستان پیروز شدند.
کلیسای انگلیکان توانست با قوانین جزایی مذهب خود را تفوق بخشد. وقتی کلیسای کاتولیک محدودیت‌های خرید و فروش با پیروان پروتستان را از میان برداشت، رقابت میان پیروان دو مذهب در ایرلند بالا گرفت. پروتستان‌ها گروهی به نام "Peep O'Day Boys" ساختند و کاتولیک‌ها «مدافعین» را بنا نهادند. این دوقطبی شدن جامعه تدریجاً بیشتر می‌شد و اصلاح‌طلبانی که خواهان تغییرات دموکراتیک بودند، کاهش چشمگیری یافتند.

### ۱۷۹۱–۱۹۱۲
در پی ایجاد جمهوری‌خواهی جامعه ایرلندی‌های متحد توسط مشایخی‌های پروتستان، کاتولیک‌ها، و آنگلیکان‌های لیبرال، و در نتیجه شکست شورش ۱۷۹۸ ایرلند، خشونت‌های فرقه ای بین کاتولیک‌ها و پروتستان‌ها ادامه یافت. انجمن اورانژ (تأسیس در ۱۷۹۵)، با هدف حفظ ایمان پروتستانی و وفاداری به ورثهٔ ویلیام اورانژ در این دوره اعلام وجود کرد.
با انعقاد مصوبه‌های اتحاد ۱۸۰۰ (که ۱ ژانویه ۱۸۰۱ تصویب شدند), پارلمان ایرلند لغو شد و با ادغام خاک این منطقه به پادشاهی متحد بریتانیای کبیر و ایرلند، یک چهارچوب سیاسی جدید جایگزین گردید. نتیجه این امر نزدیک‌تر شدن رابطه میان انگلیکان و پروتستان‌های ایرلندی با بریتانیا بود و ایشان به عنوان بخشی از یک جامعه پروتستان «وفادار» شناخته شدند. اگرچه آزادی کاتولیک‌ها در سال ۱۸۲۹ به دست آمد و تا حد زیادی تبعیض رسمی علیه کاتولیک‌ها (در آن زمان حدود ۷۵ درصد از جمعیت ایرلند را شامل می‌شدند) را از بین برد، اما تلاش‌ها برای لغو اتحاد دو کشور در ۱۸۰۱ به شکست انجامید.
در اواخر قرن نوزدهم حاکمیت محلی ایجاد شد و اکثریت کاتولیک از آن استقبال کردند، درحالی که وفاداران پروتستان با حکومت محلی ایرلند سر ناسازگاری داشتند.
اتحادگراها و طرفداران حکومت محلی، اصلی‌ترین جناح‌های سیاسی در اواخر قرن نوزدهم و اوایل قرن بیستم در ایرلند بودند.

### ۱۹۱۲–۱۹۲۲

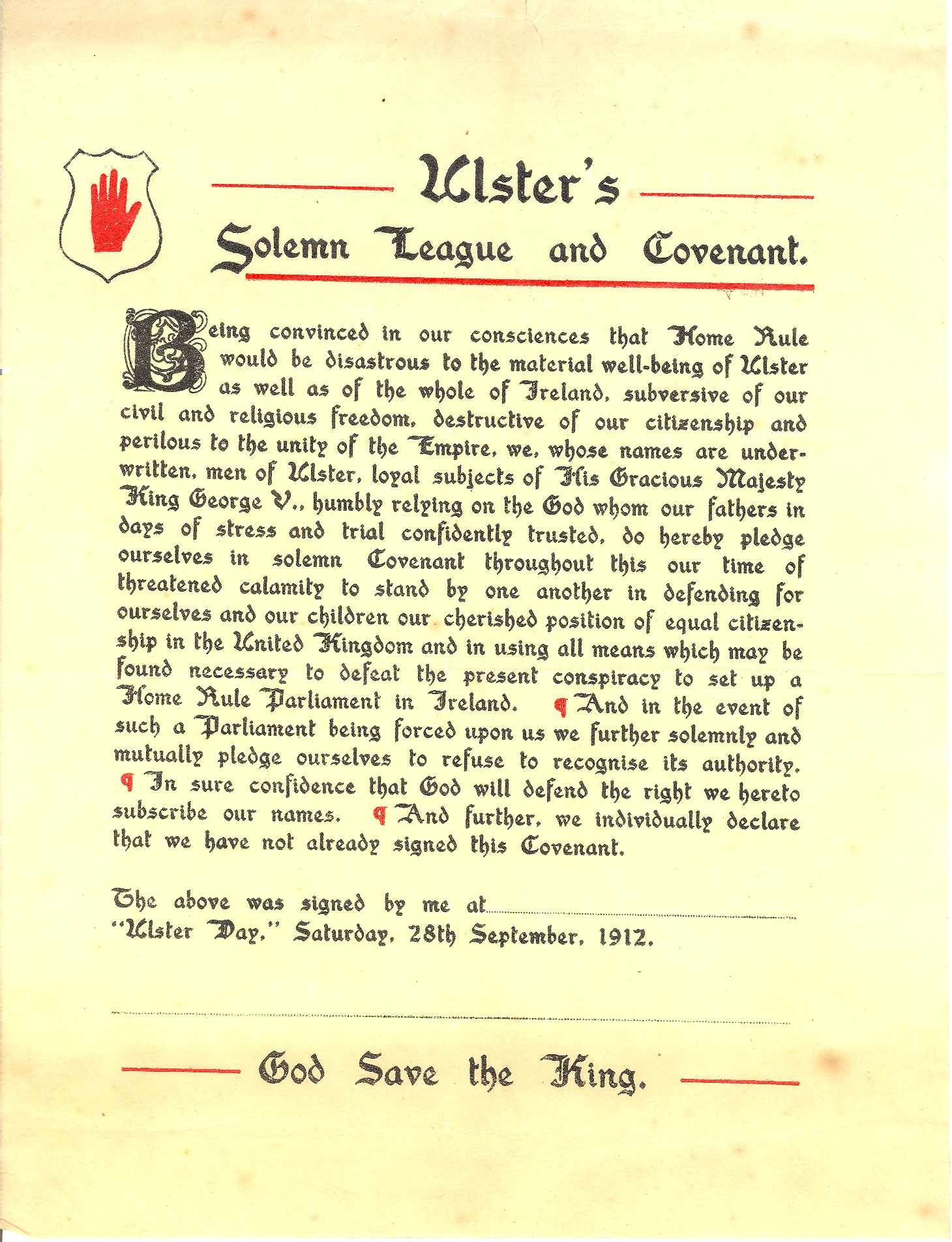
میثاق اولستر که در سال ۱۹۱۲، در اعتراض به تأسیس حکومت محلی برای ایرلند نوشته شد.

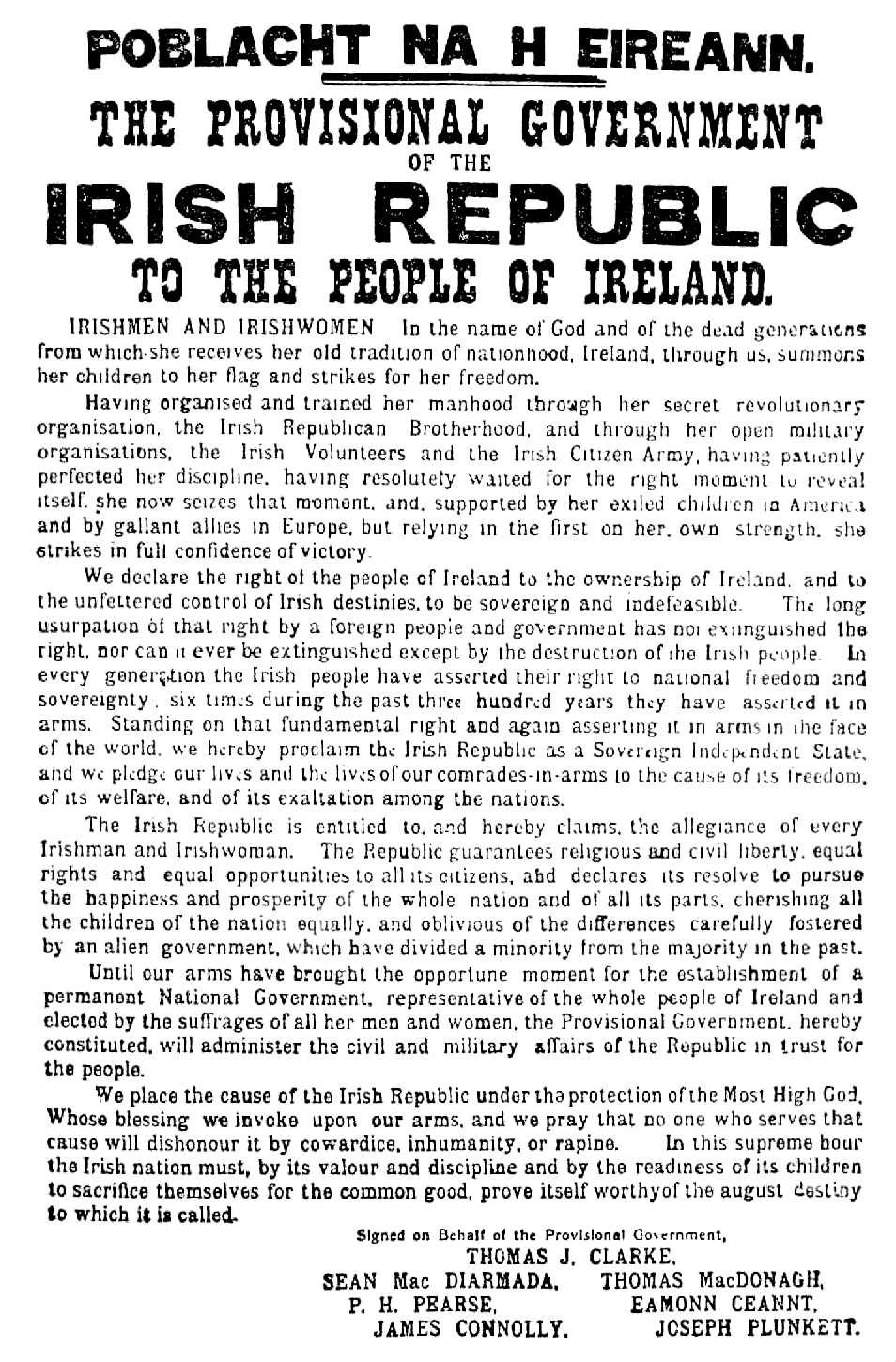
پیام اعلان استقلال ایرلند که طی قیام عید پاک در آوریل ۱۹۱۶ منتشر شد.

در دهه دوم قرن بیستم، حزب پارلمانی ایرلند، در دولت محلی یا خودگردانی محدود ایرلند، به دلیل تحریک‌ها، در آستانه استعفا قرار گرفت؛ زیرا کارزاری از دهه ۱۸۷۰ آغاز شده بود و اتحادگرایان اکثراً پروتستانی و عمدتاً ساکن در اولستر در برابر خودمختاری و استقلال ایرلند مقاومت می‌کردند چون از آیندهٔ خود در کشوری کاملاً کاتولیک و تحت سلطهٔ کلیسای کاتولیک روم ترسیده بودند. در سال ۱۹۱۲ اتحادگرایان میثاق اولستر را به رهبری ادوارد کارسون امضا کردند و متعهد شدند که در صورت لزوم از زور برای مقاومت در برابر تشکیل دولت محلی استفاده کنند. برای این منظور، آن‌ها نیروهای شبه‌نظامی داوطلبان اولستر (UVF) را تشکیل دادند.
در واکنش به این اقدام، سازمان داوطلبان ایرلندی در ۱۹۱۳, با هدف مقابله با اولستری‌ها و تشکیل دولت محلی ایرلند ایجاد شد. با آغاز جنگ جهانی اول در ۱۹۱۴, و درگیری ایرلند در جنگ به‌طور موقت از بروز جنگ داخلی در ایرلند جلوگیری شد و حل مسئله استقلال ایرلند را به تأخیر انداخت. دولت محلی اگرچه در مجلس بریتانیا با توشیح ملوکانه تصویب شد، اما تا پایان جنگ به حالت تعلیق درآمد.
داوطلبان ایرلندی، با اکثریت، به عنوان داوطلب ملی راهی جنگ شدند و برخی از آن‌ها به هنگ‌های ایرلندی ارتش جدید انگلستان پیوستند. بسیاری از کسانی که به خدمت رفتند، ملی‌گرایان تندرو بودند، از جمله اخوان جمهوری‌خواه ایرلندی. از این صفوف کسانی بیرون آمدند که قیام عید پاک را در سال ۱۹۱۶ به رهبری پاتریک پیرس و جیمز کانلی، به راه انداختند. دو سال و نیم پس از اعدام شانزده نفر از رهبران این قیام، جدایی‌طلبان حزب شین فین در دسامبر ۱۹۱۸ در انتخابات عمومی در ایرلند با کسب ۴۷٪ آرا و اکثریت کرسی‌ها پیروز شدند و در ۱۹۱۹ اولین پارلمان ایرلند را در دوبلین تأسیس کردند. این‌گونه جنگ استقلال ایرلند آغاز شد و در سال‌های ۱۹۲۱–۲۲ تلفات بسیاری داد تا این که دولت آزاد ایرلند توانست در صلح‌نامه‌ای با بریتانیا، استقلال بخش بزرگی از جزیره ایرلند را به دست آورد اما شش شهرستان در ایرلند شمالی، که اکثریت اولستری و وفادار را در خود جای داده بودند، همچنان جزئی از خاک بریتانیا باقی ماندند.

## وقایع

### اختلاف طبقاتی و بی‌ثباتی ایرلند شمالی
پس از بازنگری‌های قانون اساسی در سال‌های ۱۹۲۰ تا ۲۲ پارلمانی محلی در ایرلند شمالی ایجاد شد که مورد قبول تقریباً تمامی یک میلیون پیرو پروتستان در شش شهرستان این منطقه بود. با این حال چند صد هزار پیرو پروتستان که در جاهای دیگر ایرلند زندگی می‌کردند از امتیازی برخوردار نشدند و اکثراً به ایرلند شمالی مهاجرت کردند. از این گذشته، حدود نیم میلیون ایرلندی ملی‌گرا و پیرو کاتولیک رومی هنوز در شش شهرستان شمالی زندگی می‌کردند که پارلمان به آن‌ها تعلق نداشت. تحت رهبری جیمز کریگ، که از ۱۹۲۱ تا ۱۹۴۰ به عنوان نخست‌وزیر ایرلند شمالی خدمت کرد، پارلمان ایرلند شمالی تحت سلطه اکثریت پروتستان قرار گرفت و به نفع ایشان حکومت می‌کرد و به حفظ اتحاد با بریتانیای کبیر اصرار داشت. اکثر کاتولیک‌های رومی هرگز با وضعیت ایرلند شمالی سازگار نبودند، اگرچه مخالفت آن‌ها از نظر سیاسی بی‌تأثیر بود و علیهشان در زمینه اشتغال، مسکن عمومی، آموزش و خدمات اجتماعی تبعیض قائل می‌شدند. علاوه بر این، اتحادگرایان از طریق دستکاری در مرزهای انتخاباتی، سعی می‌کردند نمایندگی کاتولیک‌های روم را به حداقل برسانند و این گونه تسلط سیاسی خود بر ایرلند شمالی را تضمین می‌کردند.
دلیل مهاجرت نکردن کاتولیک‌ها از ایرلند شمالی، اقتصاد بهتر این سرزمین نسبت به کشور جمهوری ایرلند بود. در پایان قرن نوزدهم، بلفاست (بزرگترین شهر ایرلند شمالی و پایتخت آن) با جمعیتی در حدود ۳۵۰٬۰۰۰ نفر و مشاغل بی‌شمار در صنایع نساجی و کشتی سازی، شهری صنعتی محسوب می‌شد. اگرچه پروتستان‌ها در مشاغل حرفه‌ای و سمت‌های مدیریتی، اغلب ناعادلانه و بیش از حد تبعیض‌آمیز برتری داشتند، اما جبهه اقتصادی بلفاست کاتولیک‌های طبقه پایین را از حومه فقیر به سوی خود می‌کشاند. این شهر خشونت‌های فرقه‌ای را تجربه کرد، محله‌های پروتستان‌نشین و کاتولیک‌نشین جدا از یکدیگر بود و عدم تحمل مذهبی بیداد می‌کرد - همه اینها شرایط سخت زندگی کاتولیک‌ها را بدتر می‌کرد - اما جذابیت اقتصادی شمال حتی در دهه ۱۹۳۰ و طی رکود دهه ۱۹۶۰ و ۷۰ هنوز می‌چلبید.
در اواسط دهه ۱۹۶۰ ثبات شکننده در ایرلند شمالی، جامعه را به سوی زوال می‌کشاند. اکثریت جمعیتی که پروتستان‌ها از آن برخوردار بودند، اطمینان یافتند که قادر به کنترل نهادهای دولتی هستند و این قدرت بیشتر اوقات، به روش‌هایی مورد استفاده قرار می‌گرفت که به اقلیت کاتولیک آسیب می‌رساند، اگرچه وجود تبعیض در شمال ایرلند همچنان یک بحث داغ بود، جنبش فعالان حقوق مدنی - که تا حدودی از دستاوردهای آفریقایی آمریکایی‌ها در ایالات متحده الهام گرفته شده بود - در اواخر دهه ۱۹۶۰ ظهور کرد و حوادث خشونت‌بار جمعی افزایش یافت. پلیس گهگاه با استفاده از زور تظاهرات‌کنندگان را از خیابان پراکنده می‌کرد. هم‌زمانی تقاضای شدید اصلاحات و اصرار بر قدرت ماندن اولستری‌ها، ایرلند شمالی را به آستانه جنگ داخلی کشاند.

### اوج گرفتن درگیری‌ها
دولت انگلیس نیروهای خود را برای کمک به نیروهای مدنی ایرلند شمالی اعزام کرد. در سال ۱۹۶۹ ارتش موقت جمهوری‌خواه ایرلند (IRA) از دل شورش و خشونت گسترده شهری، و این بی نظمی‌های عمومی بیرون آمد. IRA اسلحه و مواد منفجره به دست آورد و به منظور محافظت از کاتولیک‌های رومی، شروع به بمب‌گذاری و تیراندازی برای بی‌ثبات کردن مؤسسات ایرلند شمالی، تضعیف عزم انگلیس برای حفظ اتحاد و تحقق وحدت ایرلند کرد. در پاسخ به خشونت‌های ملی‌گرایان، مقامات در اوت ۱۹۷۱ بدون محاکمه دستگیر کردن مخالفان را آغاز کردند. با این حال، این امر به جای تضعیف کمپین IRA، مردم را به سوی آن تشویق کرد. اتحادگرایان پروتستان با تشکیل تیپ‌های شبه نظامی وفادار خود واکنش نشان دادند.
در ۳۰ ژانویه ۱۹۷۲، در شهر دری، روزی که به یکشنبه خونین معروف شد، اعتراض مسالمت‌آمیز اما غیرقانونی کاتولیک‌ها علیه سیاست داخلی دولت انگلیس به خشونت کشیده شد و نیروهای انگلیسی آتش گشوده و ۱۳ نفر از تظاهرکنندگان کاتولیک را کشتند. (و نفر چهاردم چند ماه بعد درگذشت) یکشنبه خونین هنوز هم مورد بحث و جدل طرفین است؛ چنان‌که در اواخر دهه ۱۹۹۰ دولت انگلیس کمیسیونی را برای تعیین حقیقت ماجرا ایجاد کرد و در سال ۲۰۱۰ گزارش ساویل، اعلامیه نهایی تحقیقات دولتی، نتیجه گرفت که هیچ‌یک از قربانیان هیچ تهدیدی برای سربازان ایجاد نکرده بودند و تیراندازی آن‌ها بدون توجیه بوده.
خونین‌ترین سال درگیری‌ها به «ترابلز» مشهور شد؛ سال ۱۹۷۲ بود که ۴۶۷ نفر، از جمله ۳۲۱ غیرنظامی، کشته شدند. تقریباً ۲۷۵ نفر هر ساله در دوره ۱۹۷۱ تا ۱۹۷۶ کشته می‌شدند. این خشونت‌ها در دههٔ ۱۹۸۰ که هر ساله حدود ۵۰ تا ۱۰۰ قتل سیاسی و ترور رخ می‌داد، کاهش یافت. در پایان قرن بیستم، بیش از ۳۶۰۰ نفر کشته و ۳۶۰۰۰ نفر زخمی شده‌بودند. که بیش از ۲۰۰۰ نفر در صف جمهوریخواهان، ۱۰۰۰ وفادار و بیش از ۳۵۰ نیروی امنیتی بودند. در سه دهه آخر قرن ۲۰، بیش از ۱۰۰۰ نفر از نیروهای امنیتی نیز کشته شدند.
در مارس ۱۹۷۲، نخست‌وزیر محافظه‌کار انگلستان، ادوارد هیت، قانون اساسی و پارلمان ایرلند شمالی را به حالت تعلیق درآورد، و بدین ترتیب قانون داخلی (که تا سال ۱۹۹۹ بازنگشت) پایان یافت و حکومت مستقیم این منطقه از لندن برقرار شد. در میان چندین طرح برای بازگرداندن قوانین محلی، اولین اقدام، معروف به توافق‌نامه Sunningdale، منجر به ایجاد مجلسی کوتاه‌مدت در ۱۹۷۳ شد که در آن کاتولیک‌ها دارای برخی اختیارات سیاسی شدند. توافق‌نامه Sunningdale همچنین شورای ایرلند را برای اتصال دو حوزه قضایی ایرلند در جزیره، پیش‌بینی کرده‌بود. با این وجود، خشونت ادامه یافت و مدیر اجرایی تقسیم قدرت تنها پس از چند ماه به دلیل اعتصابی که توسط شورای کارگران اولستر، کمیته تحت‌حمایت شبه‌نظامیان پروتستان برگزار شد، سقوط کرد. ارتش انگلیس همچنان حضور عمده‌ای داشت و عناصر شبه‌نظامی در عملیات دولت و دادگاه‌ها نفوذ می‌کردند.

### فروکش درگیری‌ها

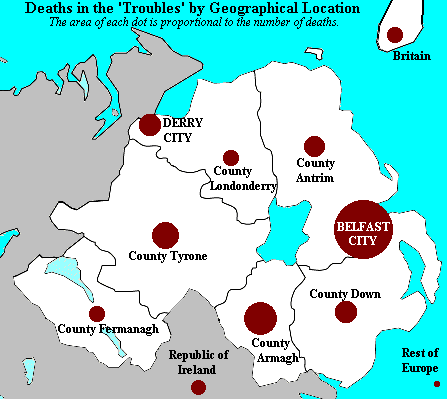
نقشه توزیعی کشته‌شدگان در درگیری‌های ایرلند شمالی برحسب شهرستان‌های این منطقه

مجمعی که برای انعکاس نظرات سیاسی متنوع در نظر گرفته شده بود، در سال ۱۹۸۲ تأسیس شد ولی این انجمن در سال ۱۹۸۶ منحل شد. ملی‌گرایان تصریح کردند که آن‌ها توافقی را که فقط در محدوده‌ی ایرلند شمالی باشد، نمی‌پذیرند و بایستی سراسر ایرلند دخیل باشد. در پاسخ، دولت‌های انگلیس و ایرلند توافق‌نامه منعقد کردند (۱۹۸۵) که علی‌رغم نارضایتی اتحادگرایان اولستر، در آن برای اولین بار بود که به دولت ایرلند نقش مشورتی رسمی در امور ایرلند شمالی داده شد. در دهه ۱۹۹۰، مذاکرات بین تمام احزاب عمده مشروطه ایرلند شمالی به استثنای شین فین (شاخه سیاسی ارتش موقت) انجام شد. چارچوب‌هایی برای مذاکرات صلح همه‌جانبه - به ویژه بیانیه خیابان داونینگ (۱۹۹۳)، به ترتیب توسط نخست وزیران انگلیس و ایرلند، جان میجر و آلبرت رینولدز - ارائه شد. در این پیمان بریتانیا قول داد حق تعیین سرنوشت مردم ایرلند شمالی را بپذیرد و در صورت استقلال‌خواهی اکثریت مردم ایرلند شمالی، وحدت ایرلند را به رسمیت شناخته و متعهد گردد که در صورت توافق سیاسی مذکور، ادعاهای قانون اساسی خود را در مورد ایرلند شمالی کنار بگذارد.
هر دو IRA و گروه‌های شبه نظامی وفادار از قطع فعالیت نظامی در سال ۱۹۹۴ خبر دادند، هرچند که حوادث پراکنده همچنان ادامه داشت. مانع اصلی مذاکرات همه طرف‌ها بحث از کار افتادن IRA (خلع سلاح) بود. در ژوئن ۱۹۹۶ از سر گرفته شد - اگرچه شین فین بلافاصله در مذاکرات شرکت نمی‌کرد، زیرا IRA به آتش‌بس خود پایان داده بود (مجدداً در سال ۱۹۹۷ بازگشت) - و در نهایت توافق‌نامه جمعه نیک (توافق‌نامه بلفاست) در آوریل ۱۹۹۸ امضا شد. توافق، مسئولیت بیشتر امور محلی را به یک مجمع منتخب واگذار می‌کرد. ترتیب نهادی برای همکاری فرامرزی در مورد طیف وسیعی از مسائل بین دولت‌های ایرلند و ایرلند شمالی و ادامه مشاوره بین دولت‌های انگلیس و ایرلند وجود داشت. در همه‌پرسی مشترک در سراسر ایرلند و ایرلند شمالی، در ۲۲ مه ۱۹۹۸، که برای اولین بار از سال ۱۹۱۸ روی می‌داد، این توافق‌نامه توسط ۹۴ درصد رای‌دهندگان در ایرلند و ۷۱ درصد در ایرلند شمالی تصویب شد. با این حال، اختلافات گسترده‌ای بین حمایت کاتولیک‌ها و پروتستان‌ها از توافق در ایرلند شمالی بود (۹۶ درصد کاتولیک‌ها اما فقط ۵۲ درصد پروتستان‌ها به آن رأی مثبت دادند) که نشان داد تلاش برای حل منازعات فرقه‌ای دشوار است.
در انتخابات مجمع جدید ایرلند شمالی که ماه بعد برگزار شد، حزب اتحادگرای اولستر (UUP)، جریان اصلی پیروان پروتستان، ۲۸ کرسی به دست آورد. حزب سوسیال دموکرات و کار (SDLP)، یک حزب کاتولیک میانه‌رو، ۲۴ کرسی به دست آورد؛ حزب دموکرات اتحادگرا (DUP)، یک حزب تندرو پروتستان که توافق جمعه نیک را نمی‌پذیرفت، ۲۰ کرسی برد. و شین فین تنها ۱۸ کرسی یافت. 